# Qiniella lii
Qiniella lii är en tvåvingeart som beskrevs av Wang och Ole Anton Saether 1998. Qiniella lii ingår i släktet Qiniella och familjen fjädermyggor. Inga underarter finns listade i Catalogue of Life.